# F級駆逐艦 (2代)
F級駆逐艦（英語: F-class destroyer）は、イギリス海軍の駆逐艦の艦級。E級の小改正型として、1932-3年度計画で9隻が建造された。「フィアレス」をネームシップとして、フィアレス級（Fearless-class）と称することもある。

## 来歴
イギリス海軍は1924-5年度より駆逐艦の建造を再開し、まず改W級駆逐艦をもとに第一次世界大戦の戦訓や新しい技術を盛り込んだプロトタイプとして「アマゾン」と「アンバスケイド」を建造したのち、1927-8年度で量産型としてA級、続く1928-9年度で小改正型のB級が建造された。また1929-30年度では大型化して燃料の搭載量増加を図ったC級、1930-1年度では対潜戦能力を強化したD級が建造された。
C・D級は好評であり、1931-2年度では、同級の艦砲を変更したE級が建造された。そして1932-3年度では、同級を元にして、更に水雷兵器を改正した艦が建造されることになった。これが本級である。

## 設計
船首楼型、2本煙突という基本構成はC～E級と同様である。機関構成もおおむねE級と同様で、アドミラルティ式3胴型水管ボイラーを（圧力300 lbf/in2 (21 kgf/cm2)、温度326.7℃）、タービンはパーソンズ式オール・ギヤード・タービンを搭載した（ジョン・ブラウン社艦ではブラウン・カーチス式）。ボイラーを3室に分けて搭載したのも同様であるが、本級では新しい軽量化ボイラーを採用したことで、機関部重量は20トン減少した。ただしこのためにややトップヘビーの傾向となり、I級に至るまで、復原性の問題が残ることとなった。
砲熕兵器はE級と同様で、艦砲は45口径12cm砲（QF 4.7インチ砲Mk.IX）を仰角40度の両用砲であるMk.XVII砲架と組み合わせて4基（嚮導艦「フォークナー」では5基）、また対空兵器としては4連装12.7mm機銃を搭載した。
一方、水雷兵器としては、A級以降の21インチ魚雷発射管の4連装2基装備が踏襲されたが、搭載魚雷は、炸薬量を増したMk.IXに更新された。また1931年9月、これ以降に建造される全ての駆逐艦にASDIC（アクティブ・ソナー）を搭載する方針となったことから、本級でも、ASDICと対潜爆雷投射機が搭載された。なお従来の駆逐艦とは異なり、対機雷戦用の2速駆逐艦掃海具（TSDS）も併載された。
その後、第二次世界大戦が勃発すると護衛駆逐艦としての改装が行われ、レーダーや両用砲用FCSの搭載、20mm機銃の増設、また後部魚雷発射管をバーターにした45口径7.6cm高角砲（QF 3インチ砲Mk.I）の搭載による防空火力の強化、ヘッジホッグ対潜迫撃砲の搭載、爆雷搭載数の増加がなされたほか、更に「フォークナー」では3番砲の4インチ高角砲への換装も行われた。

## 同型艦
他の艦級と同様、嚮導艦1隻を含む9隻が建造された。
第二次世界大戦においては、3隻が撃沈され、1隻が全損判定により修理を断念し解体された。
このほか、2隻がカナダ海軍へ、1隻がドミニカ共和国海軍に引き渡されている。
| #   | 艦名                              | 造船所                          | 進水            | 就役            | その後 |
| --- | --------------------------------- | ------------------------------- | --------------- | --------------- | --- |
| H62 | フォークナー HMS Faulknor ※嚮導艦 | ヤーロウ                        | 1934年 6月12日  | 1935年 5月24日  | 1945年7月予備役編入。同年10月退役。1946年4月に解体。 |
| H78 | フェイム HMS Fame                 | ヴィッカース・ アームストロング | 1934年 6月28日  | 1935年 4月26日  | 1947年5月に予備役編入。1949年2月にドミニカ共和国海軍に売却、艦名を「ヘネラリッシモ」 (Generalisimo) に改名。 ラファエル・トルヒーヨ暗殺後の1962年に艦名を「サンチェス」 (Sanchez) に改名。1968年に解体。 |
| H67 | フィアレス HMS Fearless           | キャメル・レアード              | 1934年 5月12日  | 1934年 12月19日 | サブスタンス作戦参加中の1941年7月23日、アンナバ沖にてイタリア空軍のSM.79雷撃機からの雷撃により大破。 同日、友軍駆逐艦「フォレスター」の魚雷攻撃により撃沈処分。                                          |
| H79 | ファイアドレーク HMS Firedrake    | ヴィッカース・ アームストロング | 1934年 6月28日  | 1935年 5月30日  | ON 153船団護衛中の1942年12月17日、北大西洋にてドイツ海軍潜水艦「U-211」の魚雷攻撃により撃沈。 |
| H68 | フォアサイト HMS Foresight        | キャメル・レアード              | 1934年 6月29日  | 1935年 5月15日  | ペデスタル作戦参加中の1942年8月12日、ビゼルト沖にてイタリア空軍のSM.79雷撃機からの雷撃により艦尾が大破。 翌13日に友軍駆逐艦「ターター」の魚雷攻撃により撃沈処分。                                        |
| H74 | フォレスター HMS Forester         | J・サミュエル・ ホワイト        | 1934年 6月28日  | 1935年 3月29日  | 1945年11月2日に退役。1946年1月22日にスクラップとして売却。 |
| H70 | フォーチュン HMS Fortune          | ジョン・ブラウン                | 1934年 8月29日  | 1935年 4月27日  | 1943年5月31日付でカナダ海軍に譲渡、「サスカチュワン」 (HMCS Saskatchewan) に改名。 1946年1月28日に退役。スクラップとして売却。                                                                           |
| H69 | フォックスハウンド HMS Foxhound   | ジョン・ブラウン                | 1934年 10月12日 | 1935年 6月6日   | 1944年2月8日付でカナダ海軍に譲渡、「カペル」 (HMCS Qu'Appelle) に改名。 1946年5月27日に退役。1947年12月にスクラップとして売却。                                                                          |
| H76 | フューリー HMS Fury               | J・サミュエル・ ホワイト        | 1934年 9月10日  | 1935年 5月18日  | 1944年6月21日、ノルマンディー近海にて触雷し大破したため、フランスの海岸に座礁。 7月5日にイギリスへ曳航されたが、全損判定を受け修理を断念。同年9月18日より解体。                                          |